# Rhynchosia congensis
Rhynchosia congensis är en ärtväxtart som beskrevs av John Gilbert Baker. Rhynchosia congensis ingår i släktet Rhynchosia och familjen ärtväxter.

## Underarter
Arten delas in i följande underarter:
- R. c. congensis
- R. c. orientalis
- R. c. pseudobuettneri